# Вольф, Сергей Евгеньевич
Серге́й Евге́ньевич Вольф (настоящая фамилия Вольф-Израэ́ль; 8 августа 1935, Ленинград — 15 сентября 2005, Санкт-Петербург) — советский поэт и прозаик. Сын виолончелиста Евгения Вольф-Израэля.

## Биография
Окончил Ленинградский книготорговый техникум (1957), в том же году дебютировал в печати. 
В конце 1950-х и середине 1960-х гг. участвовал в неофициальной литературной жизни Ленинграда, был близок к кругу Валерия Попова и Андрея Битова и пользовался известностью как автор иронических стихов, особенно миниатюр:
Не покидай, красавица, палатку,
Прошу тебя — не вылезай наружу.
Я дам тебе за это шоколадку
И девственность твою слегка нарушу.
В это же время начинает выступать как прозаик: некоторое хождение в самиздате имели рассказы Вольфа, тяготеющие к аскетичной, следующей за Хемингуэем манере, впоследствии сдвинувшейся в сторону более абсурдистского мировидения.
Одновременно публиковал прозу для подростков и юношества. Как детский писатель окончил Высшие литературные курсы (1975); выпустил восемь книг для юношества, в том числе фантастическую дилогию о приключениях мальчика Мити Рыжкина в недалеком будущем: «Завтра утром, за чаем» (1974) и «Где ты, маленький „Птиль“» (1990). Битов отмечал, что Вольф "все эти годы спасался (как почти все в Ленинграде) в детской литературе. "Взрослые" ни проза, ни стихи практически не печатались". А В. Ларионов отмечал, что "его книги с удовольствием читали и дети, и их родители. Последние непременно находили в детской прозе Вольфа дополнительные смыслы, ведь в его произведениях за милым читательскому сердцу житейским абсурдом всегда проглядывал реальный абсурд человеческого существования..."
В 1970-х гг. вновь обратился к поэзии, существенно изменив творческую манеру: поздние стихи Вольфа своим натурфилософским настроем развивают линию Николая Заболоцкого.
Вернись на море —
Рыбка эта
Который год упорно ждет,
Когда с косым углом рассвета
Печальный Волк её придет
И, опершись на древний мостик,
На тучу, тяжкую как ртуть,
Легонько взяв её за хвостик,
На воздух выведет взглянуть.
Литературная легитимизация Сергея Вольфа как поэта и прозаика для взрослых произошла в постсоветские годы. В 1997 году он удостоился премии журнала «Звезда» за два цикла стихотворений.
Похоронен на Богословском кладбище Санкт-Петербурга.

## Сочинения
Проза (главным образом, для юношества):
- Дом в сто этажей. — Л.: Детская литература, 1964. — 109 с.
- Мой брат-боксер и ласточки. — М.: Детская литература, 1966.
- Двое в плавнях: Рассказы. — М.: Советская Россия, 1971.
- Кто там ходит так тихо в траве. — Л.: Детская литература, 1971.
- Отойди от моей лошади. — Л.: Детская литература, 1971.
- Завтра утром, за чаем: Повесть. — Л.: Детская литература, 1974.
- Мне на плечо сегодня села стрекоза: Повесть. — Л.: Детская литература, 1983.
- Хороша ли для вас эта песня без слов?: Повесть. — Л.: Детская литература, 1987.
- Где ты, маленький «Птиль»: Роман. — Л.: Детская литература, 1990.

Стихи:
- Маленькие боги. — СПб.: Камера хранения, 1993.
- Розовощекий павлин: Книга стихов. — М.: Два Мира Прин, 2001.